# 馬拉山脈
馬拉山脈是蘇丹西部的山脈，是一座死火山，位於達爾富爾中部，處於首府法希爾和乍得邊境之間，面積1,500平方公里，海拔高度1,500至3,042米，最近一次火山爆發在公元前2000年發生。